# جک کلر
جک کِلِر (انگلیسی: Jack Keller؛ ۱۱ نوامبر ۱۹۳۶ – ۱ آوریل ۲۰۰۵) ترانه‌سرا، آهنگساز و تهیه‌کننده موسیقی اهل ایالات متحده آمریکا بود.
از فیلم‌ها یا مجموعه‌های تلویزیونی که وی در آن‌ها نقش داشته است، می‌توان به عشق روی پشت‌بام و افسونگر اشاره نمود.